# Aquaventure
 (août 2018).
Si vous disposez d'ouvrages ou d'articles de référence ou si vous connaissez des sites web de qualité traitant du thème abordé ici, merci de compléter l'article en donnant les références utiles à sa vérifiabilité et en les liant à la section « Notes et références ».
Aquaventure est un parc aquatique situé dans le complexe de l'hôtel Atlantis à Palm Jumeirah, Dubaï, aux Émirats arabes unis.

## Fréquentation
Selon les Global attractions Attendance Reports, le parc accueille 1 400 000 visiteurs en 2015, 1 430 000 en 2016 et 1 350 000 en 2017.